# Сенькина, Наталья
Наталья Сенькина (род. 23 сентября 1970), в девичестве Дорогина — узбекистанская легкоатлетка, специалистка по барьерному бегу и бегу на короткие дистанции. Выступала на профессиональном уровне в конце 1990-х — начале 2000-х годов, призёрка турниров национального и международного значения, действующая рекордсменка Узбекистана в эстафете 4 × 400 метров, участница летних Олимпийских игр в Сиднее.

## Биография
Наталья Сенькина родилась 23 сентября 1970 года.
Впервые заявила о себе на международном уровне в сезоне 1999 года, когда вошла в состав узбекистанской сборной и выступила на Мемориале Гусмана Косанова в Алма-Ате, где в беге на 400 метров с барьерами выиграла серебряную медаль.
В мае 2000 года на соревнованиях в Бангкоке завоевала золотую медаль в 400-метровом барьерном беге и установила ныне действующий национальный рекорд Узбекистана в эстафете 4 × 400 метров — 3:33.07. Также победила на Мемориале Косанова в Алма-Ате и на международном турнире в Бишкеке. Благодаря череде удачных выступлений удостоилась права защищать честь страны на летних Олимпийских играх в Сиднее — вместе с соотечественницами Еленой Пискуновой, Замирой Амировой и Натальей Кобиной принимала участие в эстафете 4 × 400 метров, на предварительном квалификационном этапе их команда показала результат 3:43.96, чего оказалось недостаточно для выхода в финальную стадию.
После сиднейской Олимпиады Сенькина больше не показывала сколько-нибудь значимых результатов на крупных легкоатлетических стартах.